# كهور كلاغي (تخت بندر عباس)
کهور کلاغي (بالفارسية: کهورکلاغی) هي قرية تقع في إيران في قسم تخت الريفي. يقدر عدد سكانها بـ 207 نسمة بحسب إحصاء 2016.